# Agreste Paraibano
Agreste Paraibano è una mesoregione dello Stato di Paraíba in Brasile.

## Microregioni
È suddivisa in 8 microregioni:
- Brejo Paraibano
- Campina Grande
- Curimataú Ocidental
- Curimataú Oriental
- Esperança
- Guarabira
- Itabaiana
- Umbuzeiro